# VOST
Virtual Operations Support Teams (VOST), Equipo de Apoyo de Operaciones Virtuales, en España más conocidos como Equipos de Voluntarios Digitales en Emergencias, es un esfuerzo orientado a la dirección de emergencias y la gestión de desastres aprovechando las nuevas tecnologías de comunicación y herramientas en medios de comunicación sociales, de modo que un equipo de agentes pueda prestar apoyo, vía Internet, a otros agentes locales que pueden ser superados por el volumen de datos generados durante un desastre. Entre otras finalidades, tiene por objetivo apoyar a las cuentas de los servicios de emergencia en Twitter a hacer Protección Civil ayudando a viralizar sus mensajes y, sobre todo, a detectar y neutralizar bulos y rumores.

Símbolo internacional de Defensa Civil

## Historia
El acrónimo VOST, más específicamente #VOST, por su hashtag, y como iniciales de "Virtual Operations Support Team", a veces confundido con "Volunteer Operations Support Team", fue empleado por primera vez el 14 de marzo de 2011 por Jeff Phillips, Coordinador de Emergencias para Los Ranchos, en Albuquerque, Nuevo México, USA.
En 2011, la Cruz Roja Americana pone en marcha un equipo de voluntarios digitales en su Sede Central de Washington con el que se convirtió en el primer Centro Digital de Operaciones en Emergencias (CDO).

## Grupos VOST

### España
El Jefe de Prensa del Centro de Emergencias 112 de Madrid, Luis Serrano, introduce el Concepto de VOST en España, escribiendo dos post en su blog, hablando sobre los Virtual Operation Support Team y en los que expone la necesidad de su implantación en este país.
- Twitter @vostSPAIN

| Códigɔ INE | Código ISO | Literal                                                 | Web          | Twitter          |
| ---------- | ---------- | ------------------------------------------------------- | ------------ | ---------------- |
| 01         | ES-AN      | Andalucía                                               |              | @VOSTandalucia   |
| 02         | ES-AR      | Aragón                                                  |              |                  |
| 03         | ES-AS      | Asturias, Principado de                                 |              |                  |
| 04         | ES-IB      | Illes Balears (Islas Baleares)                          |              |                  |
| 05         | ES-CN      | Canarias                                                | VOSTcanarias | @VOSTcanarias    |
| 06         | ES-CB      | Cantabria                                               |              |                  |
| 07         | ES-CL      | Castilla y León                                         |              |                  |
| 08         | ES-CM      | Castilla-La Mancha                                      |              |                  |
| 09         | ES-CT      | Catalunya (Cataluña)                                    |              | @VOSTcatalunya   |
| 10         | ES-VC      | Valenciana, Comunidad/Valenciana, Comunitat             |              | @VOSTCvalenciana |
| 11         | ES-EX      | Extremadura                                             |              | @VOSTextremadura |
| 12         | ES-GA      | Galicia (Galicia)                                       |              | @VOSTgalicia     |
| 13         | ES-MD      | Madrid, Comunidad de                                    | VOSTMadrid   | @VOSTmadrid      |
| 14         | ES-MC      | Murcia, Región de                                       |              |                  |
| 15         | ES-NC      | Navarra, Comunidad Foral de/Nafarroako Foru Komunitatea |              |                  |
| 16         | ES-PV      | País Vasco/Euskadi                                      | VOSTeuskadi  | @VOSTeuskadi     |
| 17         | ES-RI      | La Rioja                                                |              |                  |
| 18         | ES-CE      | Ceuta                                                   |              | @VOSTceuta       |
| 19         | ES-ML      | Melilla                                                 |              |                  |